# NGC 5640
NGC 5640 é uma galáxia espiral (Sa) localizada na direcção da constelação de Camelopardalis. Possui uma declinação de +80° 07' 25" e uma ascensão recta de 14 horas, 20 minutos e 40,7 segundos.
A galáxia NGC 5640 foi descoberta em 20 de Dezembro de 1797 por William Herschel.